# Vela nos Jogos Olímpicos de Verão de 2008 - Finn
As regatas da classe Finn foram realizadas no Centro Internacional de Vela de Qingdao entre 10 e 17 de agosto. 26 barcos competiram. Das dez regatas programadas antes da "Medal Race", apenas oito foram realizadas, devido às condições climáticas da baía de Qingdao.

## Formato da competição
Em cada uma das oito primeiras regatas, os barcos recebem pontos de acordo com a sua colocação final (o vencedor recebe um ponto, o segundo recebe dois pontos etc). Ao final das oito regatas, o pior resultado de cada equipe foi descartado. Os dez barcos com menos pontos se classificaram para a "Medal Race" (Regata da Medalha). Essa regata vale o dobro dos pontos e seu resultado não pode ser descartado.

## Medalhistas
| Ouro   | GBR Ben Ainslie       |
| Prata  | USA Zach Railey       |
| Bronze | FRA Guillaume Florent |

## Resultados
A "Regata M" é a "Regata da Medalha", da qual só participam os dez primeiros colocados das regatas anteriores. Os resultados riscados foram descartados pelos velejadores.
| Pos. | Atleta                     | Regata | Regata | Regata | Regata | Regata | Regata | Regata | Regata | Regata | Pontos |
| Pos. | Atleta                     | 1      | 2      | 3      | 4      | 5      | 6      | 7      | 8      | M      | Pontos |
| ---- | -------------------------- | ------ | ------ | ------ | ------ | ------ | ------ | ------ | ------ | ------ | ------ |
|      | GBR Ben Ainslie            | 10     | 1      | 4      | 1      | 1      | 10     | 2      | 2      | 2      | 23     |
|      | USA Zach Railey            | 2      | 5      | 2      | 2      | 7      | 8      | 7      | 19     | 12     | 45     |
|      | FRA Guillaume Florent      | 5      | 8      | 20     | 3      | 4      | 6      | 4      | 21     | 8      | 58     |
| 4    | SWE Daniel Birgmark        | 14     | 17     | 1      | 6      | 12     | 3      | 3      | 5      | 14     | 58     |
| 5    | CAN Christopher Cook       | 8      | 3      | 7      | 10     | 23     | 5      | 15     | 3      | 16     | 67     |
| 6    | DEN Jonas Høgh-Christensen | 16     | 6      | 12     | 16     | 25     | 4      | 5      | 7      | 4      | 70     |
| 7    | SLO Gašper Vinčec          | 9      | 11     | 6      | 5      | 3      | 13     | 8      | 10     | 20     | 72     |
| 8    | CRO Ivan Kljaković Gašpić  | 7      | 10     | 10     | 8      | 16     | 9      | 1      | 13     | 18     | 76     |
| 9    | ESP Rafael Trujillo        | 12     | 4      | 3      | 14     | 20     | 20     | OCS    | 1      | 6      | 80     |
| 10   | POL Rafal Szukiel          | 3      | 2      | 19     | 12     | 10     | 14     | 22     | 12     | 10     | 82     |
| 11   | ITA Giorgio Poggi          | 17     | 7      | 14     | 21     | 6      | 12     | 9      | 9      |        | 74     |
| 12   | NZL Dan Slater             | 21     | 19     | 18     | 4      | 9      | 7      | 13     | 6      |        | 76     |
| 13   | BRA Eduardo Couto          | 6      | 16     | DNF    | 7      | 2      | 17     | 14     | OCS    |        | 89     |
| 14   | NED Pieter-Jan Postma      | 19     | 15     | 16     | 22     | 15     | 2      | 10     | 16     |        | 93     |
| 15   | GRE Emilios Papathanasiou  | 1      | DNF    | 5      | DNE    | 18     | 15     | DNE    | 8      |        | 101    |
| 16   | AUS Anthony Nossiter       | 11     | 22     | 8      | 17     | 13     | 21     | 11     | 20     |        | 101    |
| 17   | RUS Eduard Skornyakov      | 24     | 20     | 17     | 13     | 8      | 18     | 12     | 14     |        | 102    |
| 18   | FIN Tapio Nirkko           | 18     | 9      | 9      | 9      | 19     | 22     | 16     | 22     |        | 102    |
| 19   | NOR Peer Moberg            | 23     | DSQ    | 11     | 19     | 22     | 1      | DSQ    | 4      |        | 107    |
| 20   | TUR Ali Kemal Tüfekçi      | 20     | 21     | 13     | 18     | 14     | 19     | 6      | 17     |        | 107    |
| 21   | IRL Tim Goodbody           | 22     | 13     | 15     | 15     | 17     | 16     | 21     | 15     |        | 112    |
| 22   | CYP Haris Papadopoulos     | 13     | 18     | 21     | 11     | 24     | 11     | 17     | OCS    |        | 112    |
| 23   | IND Nachhatar Singh Johal  | 4      | 24     | 23     | 24     | 11     | 24     | 18     | 24     |        | 128    |
| 24   | CHN Zhang Peng             | 25     | 23     | 24     | 20     | 5      | 26     | 23     | 11     |        | 131    |
| 25   | CZE Michael Maier          | 15     | 14     | 22     | 25     | 21     | 23     | 19     | 23     |        | 137    |
| 26   | VEN Jhonny Bilbao          | 26     | 12     | 25     | 23     | 26     | 25     | 20     | 18     |        | 149    |

- OCS: Largada queimada
- DNE: Desclassificação sem eliminação (infração a um item do regulamento da prova)
- DNF: Não completou
- DSQ: Desclassificado